# Museo cívico Umberto Mastroianni
El Museo cívico Umberto Mastroianni es un museo ubicado en Marino, en la Ciudad metropolitana de Roma Capital. El museo conserva los objetos del desaparecido anticuario comunal. Desde 2000 se encuentra ubicado en la antigua Iglesia de Santa Lucía, construida en el siglo XIII.

## Historia

### Historia
Algunas fuentes remontan la fundación de la Iglesia de Santa Lucía a 1102 sobre una antigua cisterna romana que  se había convertido en un lugar de culto cristiano.
Se cree que la iglesia fue restaurada por voluntad de Jacoba de Settesoli, seguidora de san Francisco de Asís, a inicios del siglo XIII.
Durante el mandato del papa Martín V la iglesia fue elevada a Basílica. Se cree que en el siglo XV se derrumbó parte de la nave derecha, parte que nunca fue reconstruida.
El 28 de septiembre de 1636 monseñor Altieri, vicario general de la Diócesis de Albano, declaró la iglesia de Santa Lucía no apta para el culto. El 3 de diciembre de 1643 el papa Urbano VIII, a petición del cardenal Girolamo Colonna, fusionó las dos antiguas parroquias de Santa Lucía y San Juan Bautista bajo la Basílica de San Barnaba, que estaba en construcción. El 10 de diciembre de 1662, cuando se terminó la construcción de la Basílica de San Barnaba, la imagen de la Virgen del Rosario fue trasladada  de la Iglesia de Santa Lucía a la Iglesia de San Barnaba, quedando, la antigua iglesia, abandonada.
En 1669 el duque Lorenzo Onofrio Colonna obtuvo el permiso del obispo de Albano para el uso profano de la iglesia. Así la antigua iglesia se convirtió en un granero, luego en una fábrica de textiles y finalmente en un comedor.
En 1850 la estructura fue readaptada como lugar de culto por los frailes de la orden de la preciosa sangre. En 1873 la propiedad fue decomisada por el estado italiano a favor de las leyes subversivas sobre bienes eclesiásticos.
A partir de entonces se convirtió en un cine y una casa del partido fascista, antes de que pasara a manos del Municipio de Marino en 1974. La iglesia de hoy es el único ejemplo sobreviviente de arte gótico en Castelli Romani. Solo quedan dos de las tres naves originales de la iglesia y los siete tramos, excepto en la zona del ábside . También hay dos capillas laterales y un campanario.
Frente a la iglesia también había un pórtico con una gran escalinata que daba a la actual Vía Santa Lucía. En la fachada también había un rosetón.

### El museo cívico
El primer anticuario se inauguró en 1915 y bajo la dirección de la profesora Seccia-Cortes, quien estudió tanto los hallazgos arqueológicos como la estructura de la antigua Iglesia de Santa Lucía.
El Museo Cívico Umberto Mastroianni fue inaugurado en mayo de 2000 y está dedicado al escultor epónimo, que residió en Marino.